# Al-Amin
Muhammad ibn Harun al-Amin, född 787, död 813, var en abbasidisk kalif, son och efterträdare till Harun al-Rashid, regent 813-815.
Vid sin död försökte Harun al-Rashid dela abbasiderriket mellan sina tre söner varigenom inbördeskrig uppkom. al-Amin dödades på uppdrag av sin bror Al-Ma'mum 813.